# Quai Kléber
Le quai Kléber est un quai de Strasbourg qui borde le côté extérieur du nord du canal du Faux-Rempart entre la rue du Faubourg de Saverne et la rue du Faubourg de Pierre dans le quartier des Halles.

## Situation et accès
Le quai Kléber débute rue du Faubourg de Saverne dans le prolongement du quai Saint Jean avec le pont de Saverne à droite. Il croise d'abord la rue du Marais Vert à gauche.
La voie de tramway franchit le pont de Paris puis s'engage à l'ouest le long du quai Kléber. 

L'arrivée du tram en 1994 a nécessité le déplacement du mur du quai plus au sud vers le canal du Faux Rempart pour permettre la réalisation de la trémie du tram et d'un tunnel pour les véhicules routiers. Pour cela 44 marronniers ont dû être abattus fin 1992 ce qui donna lieu à une virulente campagne de manifestation. Le réaménagement a été fait à l'identique avec la plantation de nouveaux marronniers.

Le quai est ainsi desservi par l'arrêt Ancienne Synagogue / Les Halles des lignes A et D. Après cet arrêt, la ligne devient souterraine.

Le quai est aussi desservi par le bus 6 en provenance des faubourgs nord aux arrêts Pont de Pierre et Pont de Paris / Les Halles. Dans la direction des faubourgs nord, l'arrêt Pont de Paris / Les Halles est situé de l'autre côté du Pont de Paris au début du quai de Paris. Dans cette même direction, l'arrêt Pont de Pierre est situé de l'autre côté du pont du Faubourg de Pierre au début du quai Kellermann.
La circulation routière se fait dans le sens est-ouest. Au niveau de la rue de Sébastopol et du pont de Paris, seuls les bus peuvent poursuivre sur le quai, les autres véhicules devant prendre à droite la rue de Sébastopol. Au-delà, le quai reçoit la circulation provenant de la rue de Sébastopol. Les véhicules empruntent ensuite le court tunnel réalisé avec l'arrivée du tramway en 1994. Il passe ainsi sous le parvis Kléber, le parvis piétonnier entre les bâtiments de la place des Halles, l'arrêt Ancienne Synagogue / Les Halles et le pont du Marché. À la sortie du tunnel, les véhicules peuvent poursuivre sur le quai ou prendre à droite la rue du Marais Vert où se situe l'entrée et la sortie du parking P1 et qui accède à l’autoroute et aux faubourgs ouest.

## Origine du nom
Son nom lui vient du général français d'origine strasbourgeoise, Jean-Baptiste Kléber (1753-1800).

## Historique
Construit en 1845 sous le nom de « quai de l'Esprit » il prend le nom de « quai de Paris » en 1852 avant de devenir « quai de la Station » en 1858. En 1872 après l'annexion de l'Alsace-Lorraine il prend le nom de « Bahnhofstaden » puis de « Kleberstaden » en 1880. En 1918 son nom est francisé devenant « quai Kléber » avant de devenir durant l'occupation, en 1940, « Moscheroschstaden » (quai Moscherosch), du nom de l'homme d'État allemand Johann Michael Moscherosch et de reprendre le nom de « quai Kléber » à la Libération.

## Bâtiments remarquables et lieux de mémoire

### Entre la rue du Marais Vert et la rue de Sébastopol

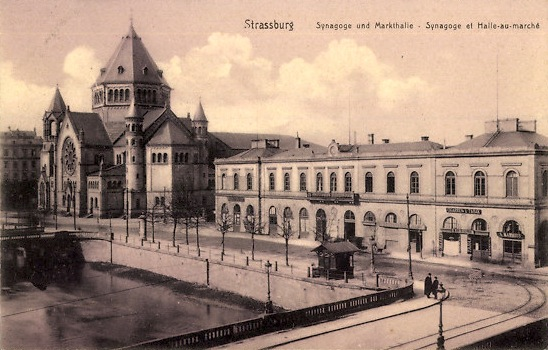
Le quai avec la synagogue et l'ancienne gare vers 1900

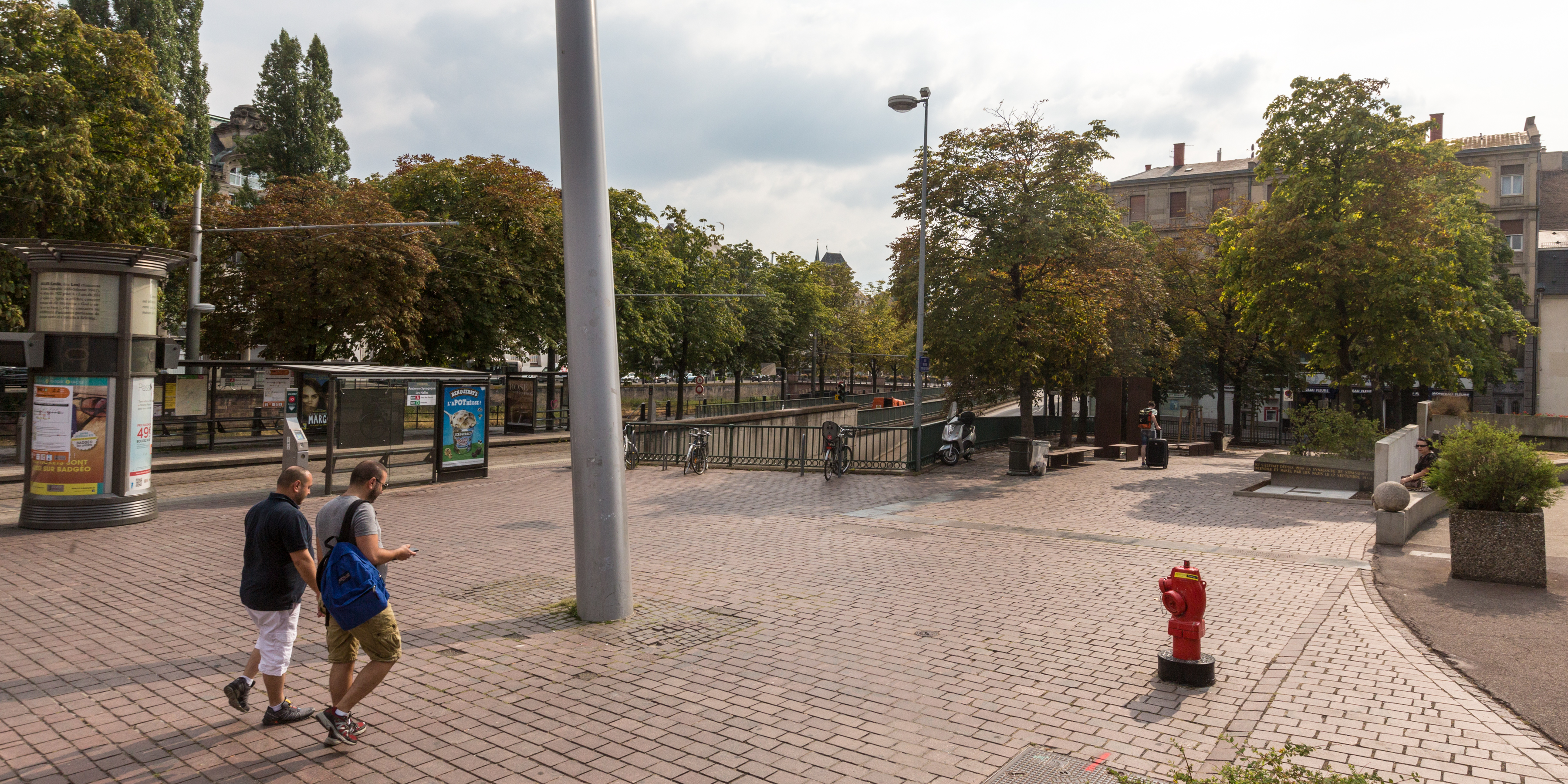
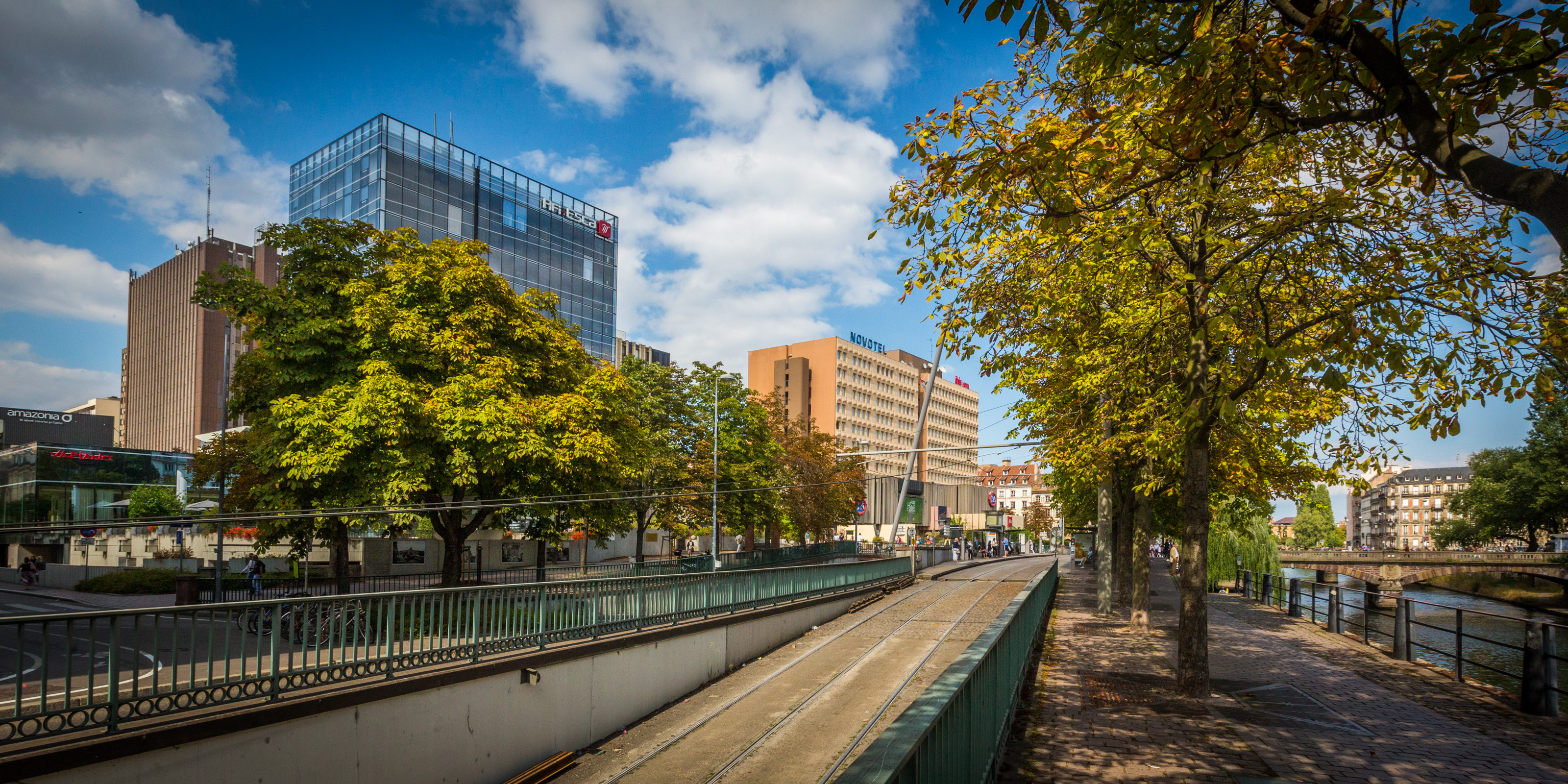
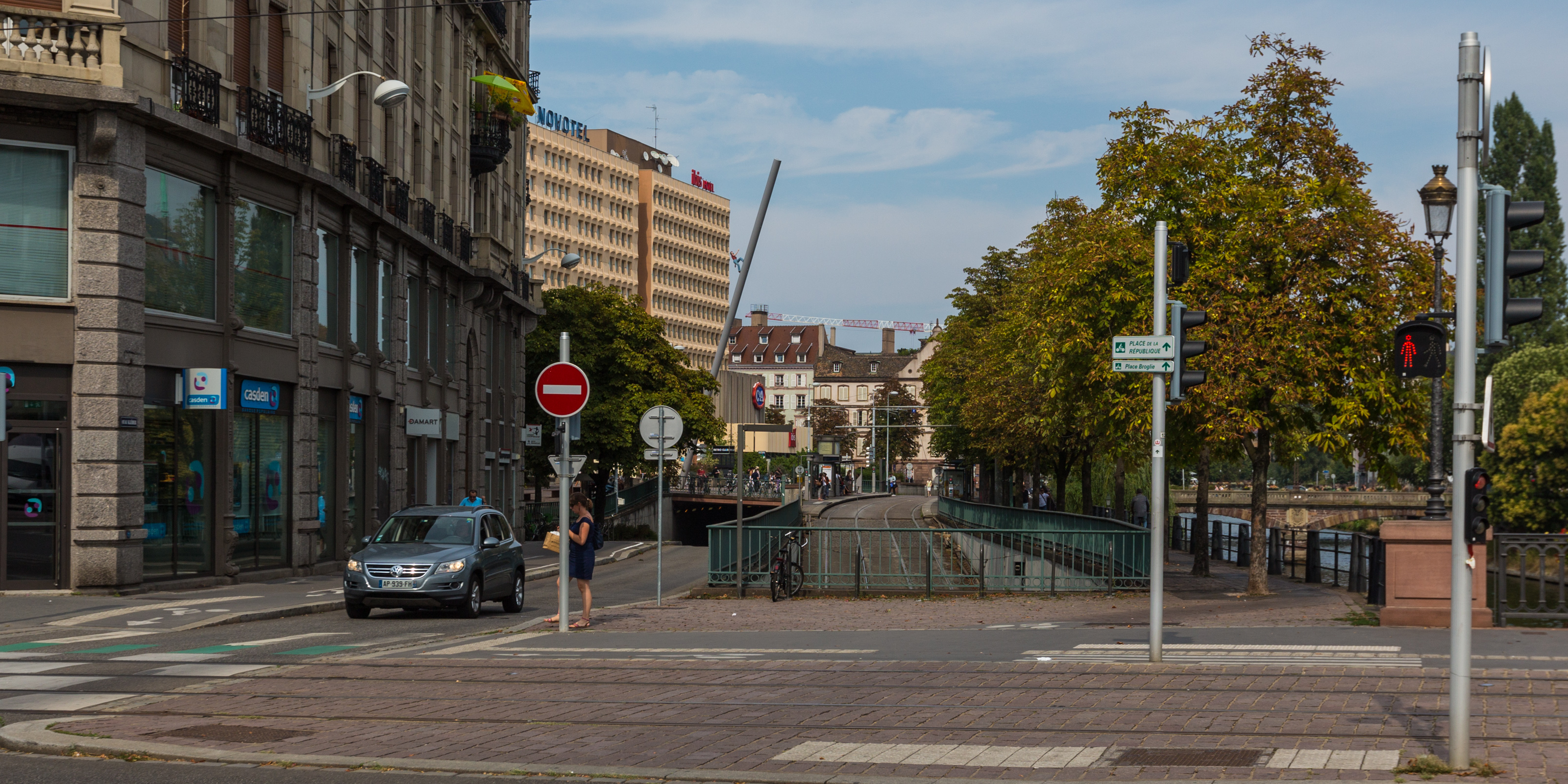

Entre la rue du Marais Vert et rue de Sébastopol se situe le flanc sud-ouest des bâtiments du complexe La place des Halles. Le quai comporte des voies de circulation en partie souterraines. Elles sont doublées à droite par les voies des trams A et D.
- Immédiatement à gauche, se situait l'ancienne synagogue édifiée entre 1896 et 1898, incendiée en 1940 par les Nazis, dynamitée en 1941, puis reconstruite en 1958 dans le quartier du Contades sous le nom de « Grande synagogue de la Paix ». L'espace qu'elle occupait est aujourd'hui un square de forme circulaire dénommé square de l'Ancienne Synagogue.
- À l'arrière du square, au no 2 se situe la tour AFI ESCA siège de la société anciennement installée au no 28 et 30 avenue de la Marseillaise ainsi que dans la rue des Pontonniers.
- Entre le square et le quai, le trottoir est une allée arborée avec un muret sur lequel sont fixées des photos de l'ancienne synagogue et des monuments commémorant en particulier les Justes alsaciens. Cette partie est baptisée allée des Justes parmi les Nations.
- Au-delà du square, se dressait la première gare intra-muros de Strasbourg. Elle a été détruite avec la construction des bâtiments de la place des Halles. Là, les sorties des bâtiments donnent sur le parvis Kléber surmontant le tunnel, la partie routière du quai. À droite, se situe l'arrêt Ancienne Synagogue-Les Halles des lignes A et D. En continuant, on arrive au pont du Marché qui amène sur l'Ellipse insulaire.

Cette portion se finit à la rue de Sébastopol avec le pont de Paris à droite.

Le quai Kléber
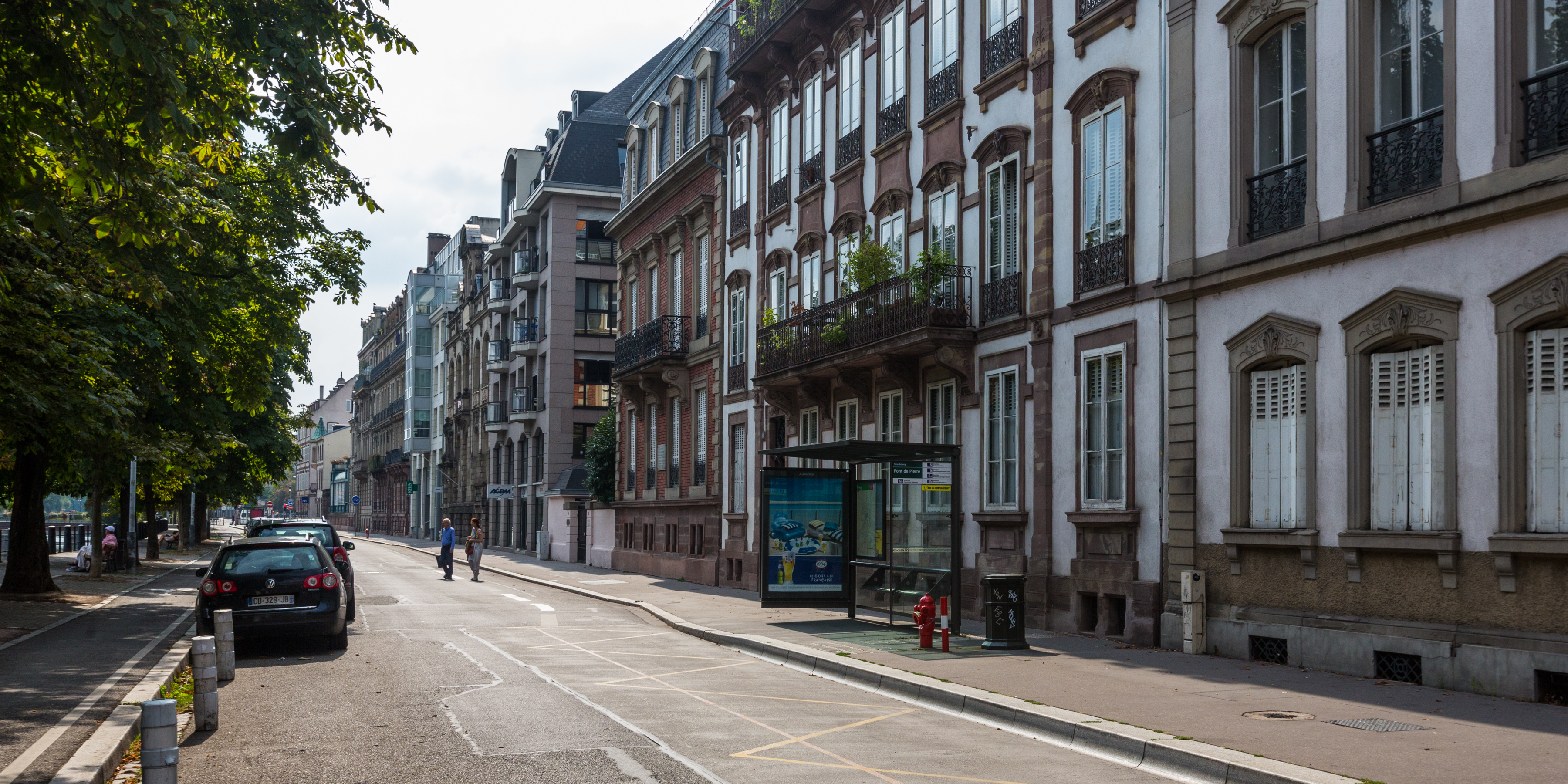
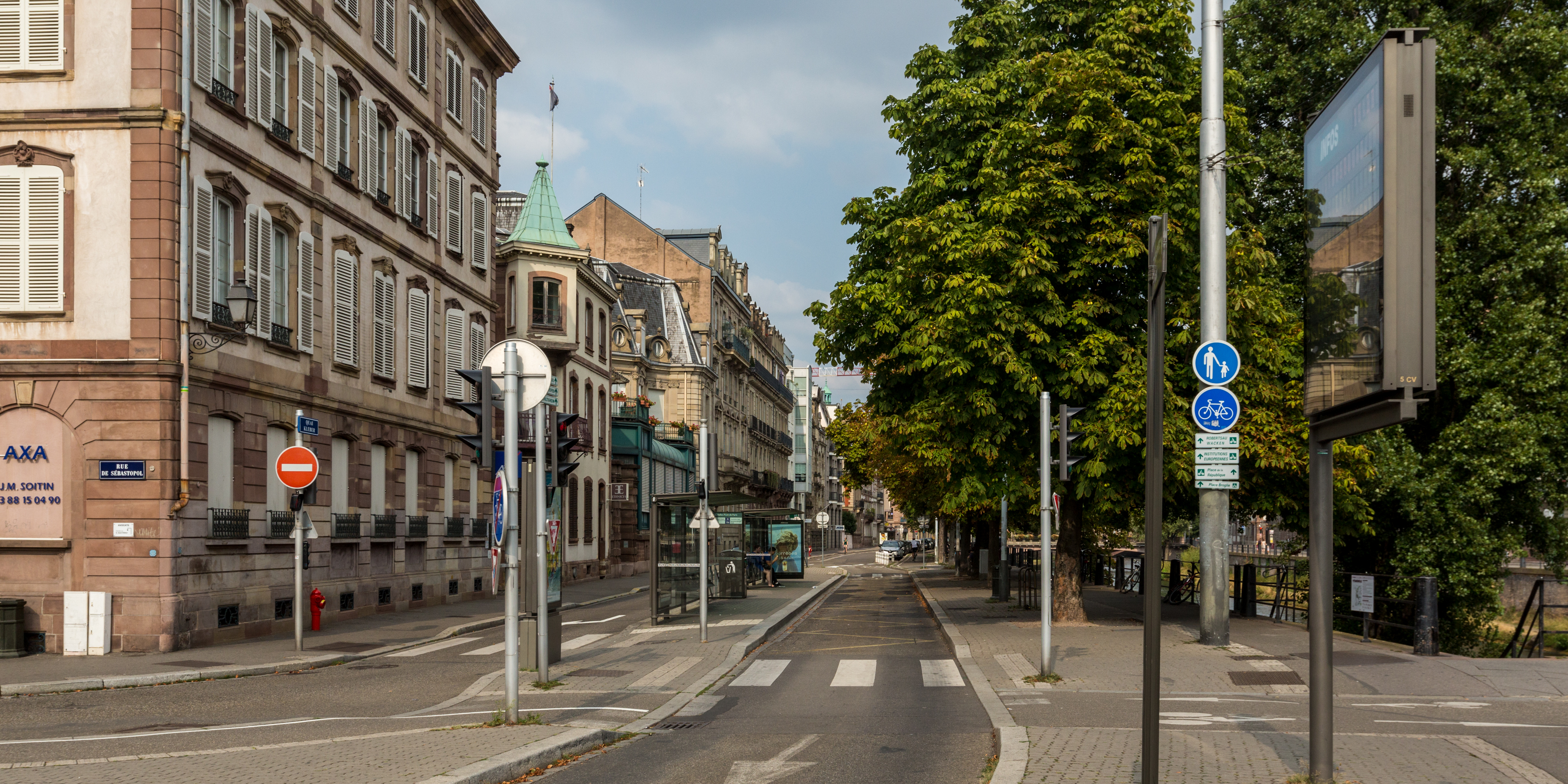
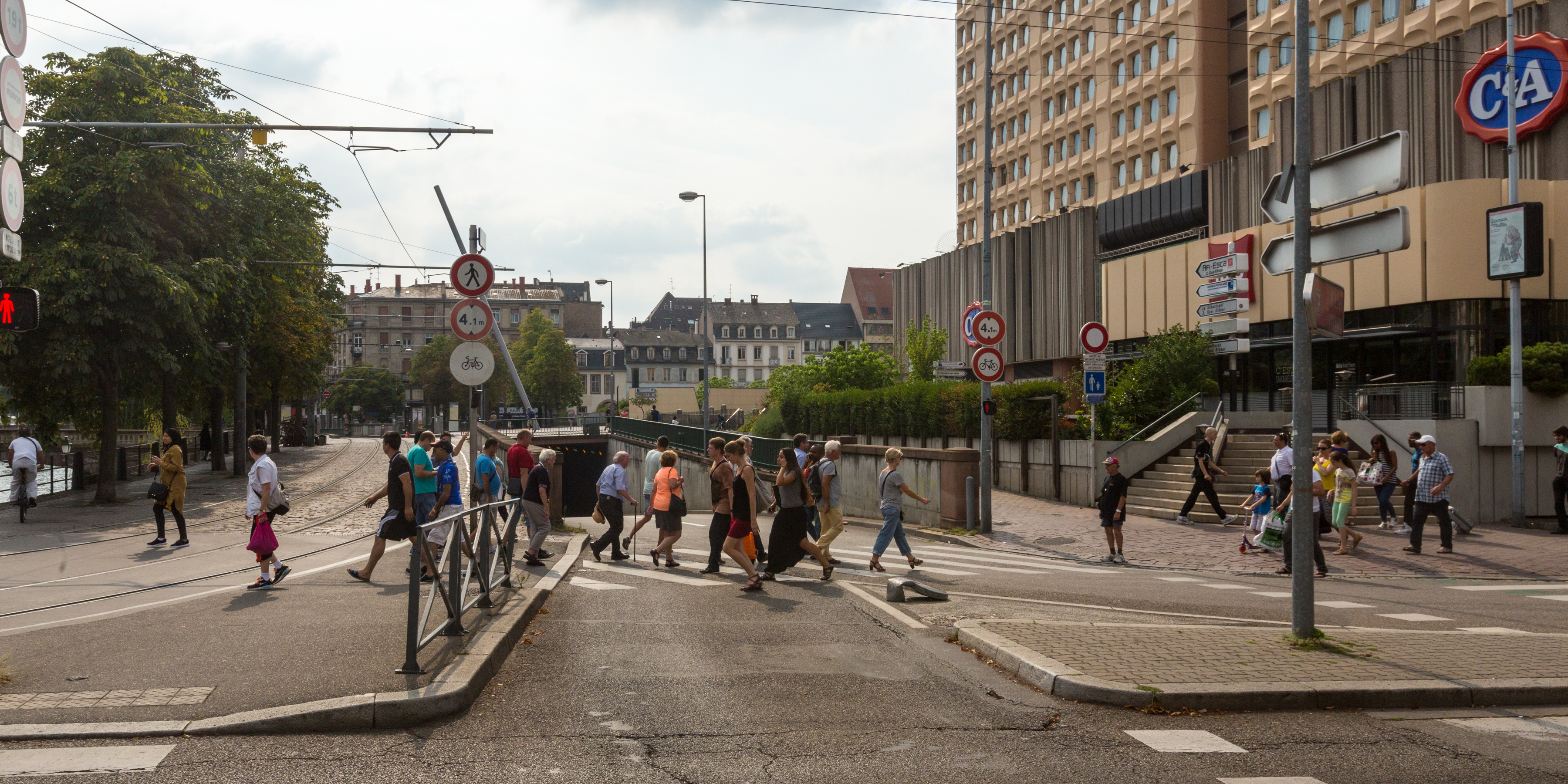

### Entre la rue de Sébastopol et la rue du Faubourg de Pierre
- L'immeuble du 6, quai Kléber a été construit en 1842. Il réutilise les éléments d'un autre immeuble de 1765. Les façades et les toitures sur rues et sur passage d'entrée font l'objet d'une inscription au titre des monuments historiques depuis 1990[2].
- Le no 8 abritait des bains publics, les Bains Kléber[3].
- L'immeuble au no 13 est construit en 1899 par l'architecte badois Adolf Hanser (de) (1858-1901)[4]. La Rheinische Kreditbank (de) (Banque rhénane de crédit) y installe d'abord son siège, mais lorsque l'établissement allemand est mis sous séquestre à l'issue de la Première Guerre mondiale, l'immeuble est repris par la Société alsacienne de crédit industriel et commercial qui en fait son siège en 1922[5]. À la Libération, l'édifice accueille cette fois le siège de la délégation du Bas-Rhin de l'Entraide française. Il abrite aujourd'hui le consulat général d'Espagne à Strasbourg[6].
- Le bâtiment du no 14 est une villa de pierre et de brique dont le propriétaire fut le chirurgien et humaniste Eugène Koeberlé. À la fois architecte et entrepreneur, il s'occupa à la fois du plan et des détails des papiers peints et des huisseries[7]. Il y mourut le 13 juin 1915. Une plaque à sa mémoire est apposée sur la façade.
- Le bâtiment du no 16 est une grande maison classicisante de la fin du XIXe siècle, qui comporte des colonnes et des pilastres superposés des trois ordres[8].

Le quai finit rue du Faubourg de Pierre avec le pont du Faubourg de Pierre à droite. Son prolongement est le quai Finkmatt.

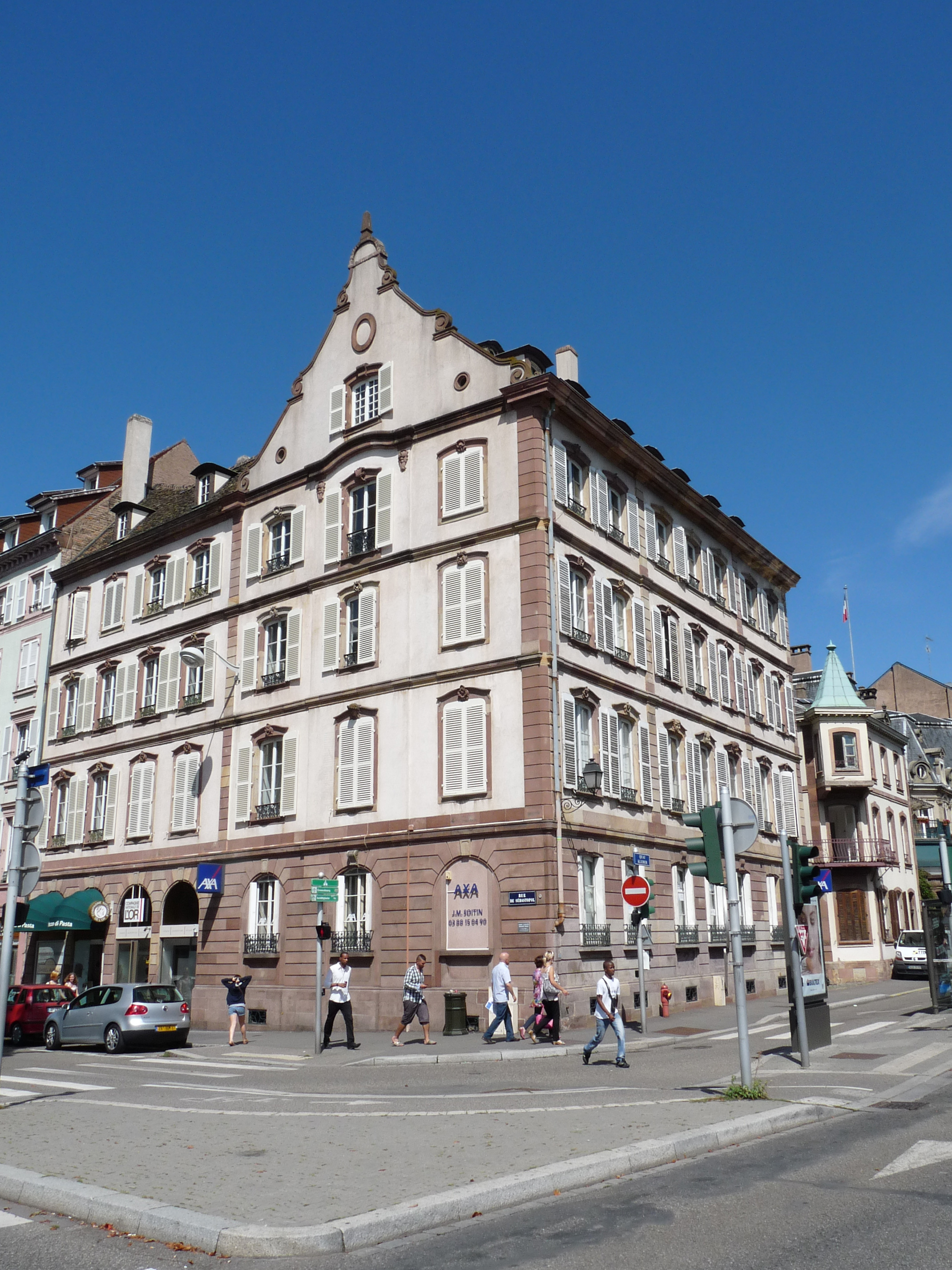
no 6
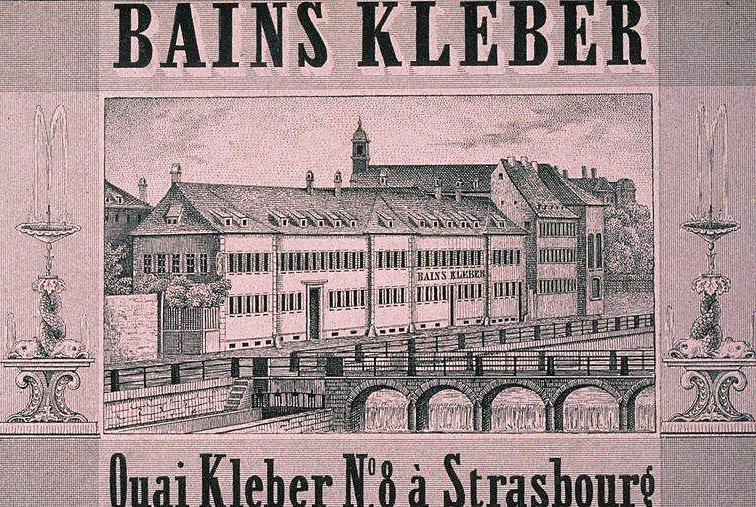
Bains Kléber, quai Kléber no 8 (1850)
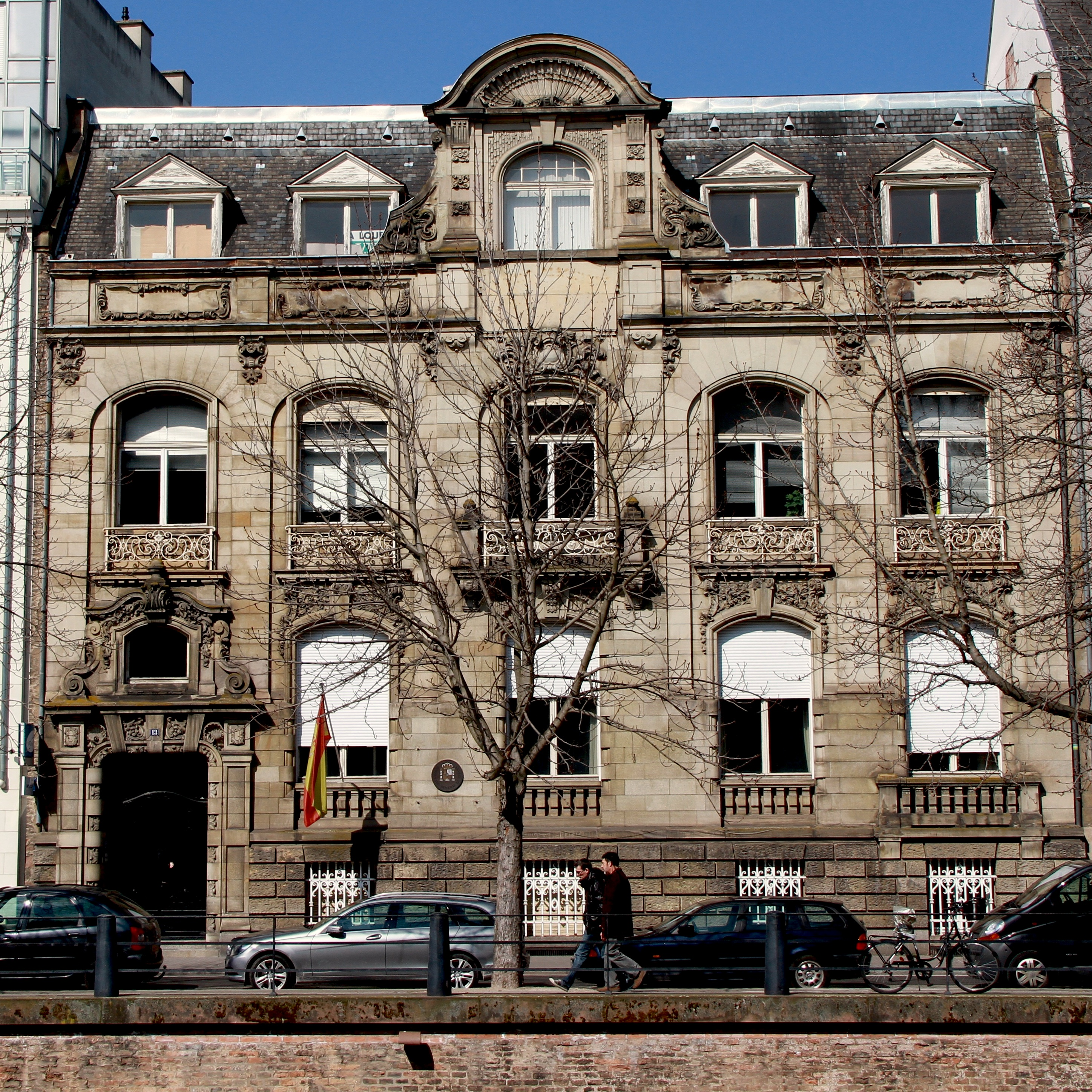
no 13
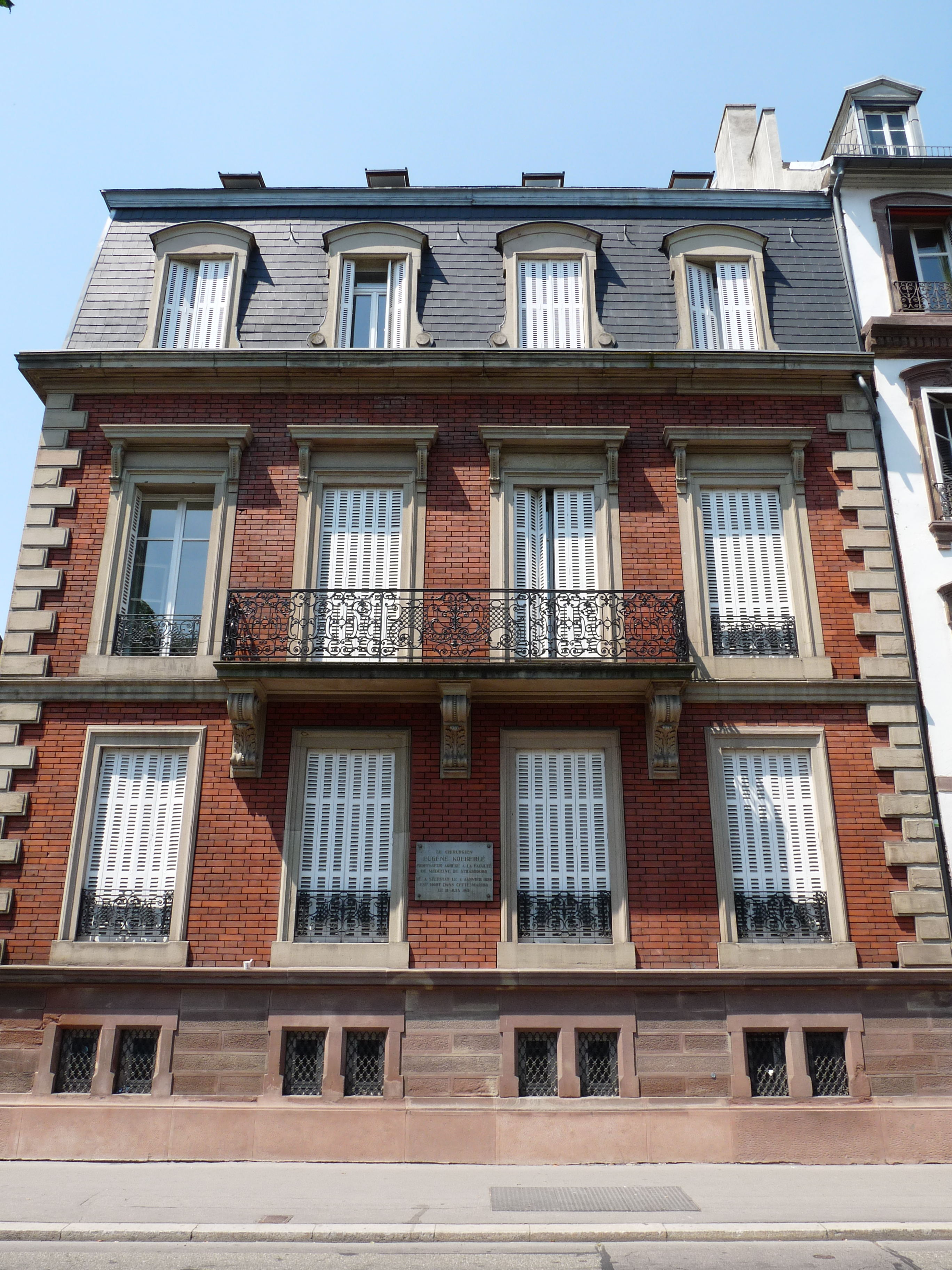
no 14